# Scopula acharis
Scopula acharis är en fjärilsart som beskrevs av Louis Beethoven Prout 1938. Scopula acharis ingår i släktet Scopula och familjen mätare. Inga underarter finns listade.